# Барложня-Вольштинська
Барложня-Вольштинська (пол. Barłożnia Wolsztyńska) — село в Польщі, у гміні Вольштин Вольштинського повіту Великопольського воєводства.
За часів Великого князівства Позенського (1815-1848) село, згадане як Барложна, належало до дрібних сіл тодішнього Бабімойського повіту. Барложна належала до Вольштинського поліцейського округу цього повіту і була частиною маєтку Коморово (частина Вольштина), який належав А. Гаєвському. Згідно з офіційним переписом 1837 року, у Барложні налічувалося 34 мешканці, які проживали у 6 будинках.
До Барложні-Вольштинської належить хутір Ручоцький Млин.